# Borsa di Nairobi
La Borsa di Nairobi (dal 2011 ufficialmente in lingua inglese Nairobi Securities Exchange, in sigla NSE) è stata fondata nel 1954, nell'allora Colonia e Protettorato del Kenya.
Già negli anni Venti era nato in Kenya una borsa non regolamentata, con sede nello Stanley Hotel a Nairobi, ma gli scambi avvenivano sulla base di un gentleman's agreement. Solo nel 1954 nacque la Nairobi Stock Exchange, all'epoca aperta solo agli europei. Solo dopo l'indipendenza del paese nel 1963 anche africani ed asiatici poterono operare. Allo stesso tempo tuttavia le attività della borsa crollarono, per riprendersi solo a partire dalla fine degli anni Ottanta, con le prime privatizzazioni.
Nel luglio del 2011 venne cambiato il nome in Nairobi Securities Exchange.
La borsa è membro associato della Federazione Mondiale delle Borse.